# Епархия Нзерекоре
Епархия Нзерекоре (лат. Dioecesis Nzerekorensis) — епархия Римско-Католической церкви c центром в городе Нзерекоре, Гвинея. Епархия Нзерекоре входит в митрополию Конакри. Кафедральным собором епархии Нзерекоре является церковь Непорочного Сердца Пресвятой Девы Марии.

## История
9 марта 1937 года Римский папа Пий XI издал буллу Quo ex Evangelii, которой учредил апостольскую префектуру Нзерекоре, выделив её из апостольского викариата Бамако (сегодня — Архиепархия Бамако).
25 апреля 1959 года Римский папа Иоанн XXIII издал буллу Christi provisio, которой возвёл апостольскую префектуру Нзерекоре в ранг епархии.

## Ординарии епархии
- священник Agostino Guérin M.Afr.[1] (16.04.1937 — 1950);
- епископ Eugène Maillat M.Afr. (4.05.1951 — 13.08.1979);
- епископ Philippe Kourouma (15.12.1979 — 27.11.2007);
- епископ Raphaël Balla Guilavogui (14.08.2008 — по настоящее время).